# Staatsstraße 4 (Finnland)
Die finnische Staatsstraße 4 (finnisch Valtatie 4, schwedisch Riksväg 4) führt von der Hauptstadt Helsinki im Süden Finnlands in Richtung Norden bis nach Utsjoki an der norwegischen Grenze. Mit einer Länge von 1295 km ist sie die längste Staatsstraße. Neben den Staatsstraßen 5 und 8 ist sie eine der wichtigsten Nord-Süd-Verbindungen des Landes.

## Streckenverlauf

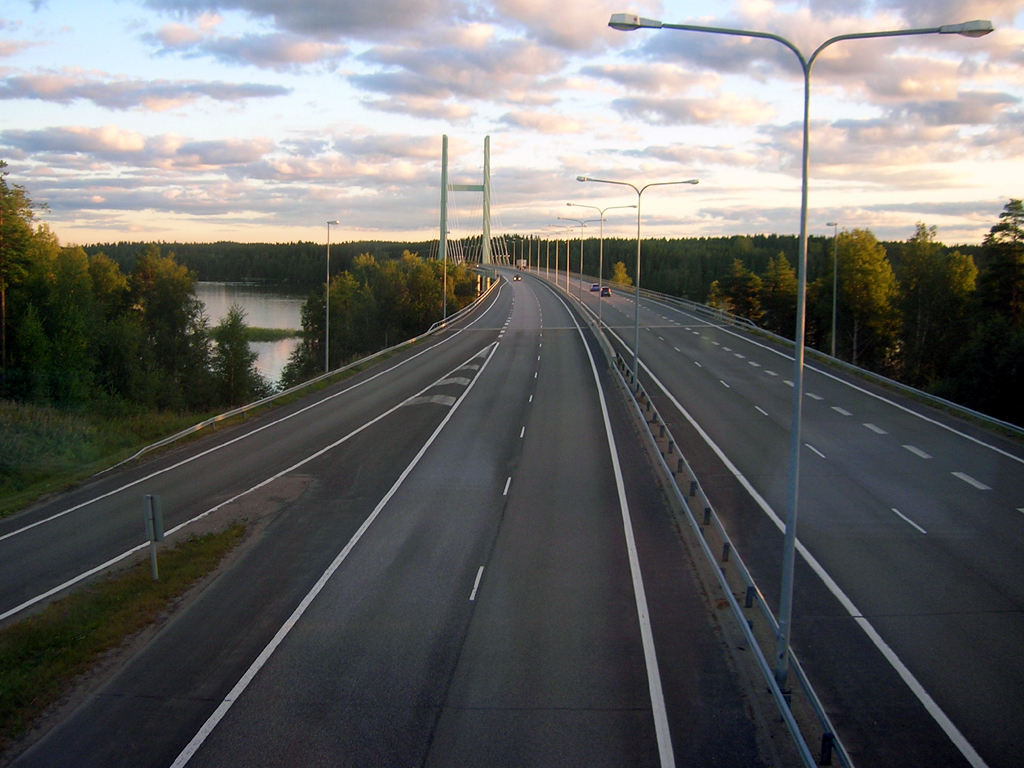
Die Staatsstraße 4 bei Heinola

Die Staatsstraße 4 beginnt im Helsinkier Stadtteil Vanhakaupunki und führt in Richtung Norden durch ganz Finnland über Lahti, Jyväskylä, Oulu, Kemi und Rovaniemi nach Utsjoki, wo sie an der Grenze zu Norwegen endet. Die Europastraße 75 folgt dem ganzen Verlauf der Strecke der Staatsstraße 4. Auf den Streckenabschnitten zwischen Helsinki und Lusi bei Heinola, Vaajakoski und Jyväskylä, Jyväskylä und Kirri, Liminka und Haukipudas sowie Kemi und Keminmaa ist die Staatsstraße 4 als Autobahn ausgebaut.
Die Staatsstraße 4 führt durch folgende Gemeinden: Helsinki – Vantaa – Kerava – Järvenpää – Mäntsälä – (Orimattila) – Lahti – Heinola – (Sysmä) – Hartola – Joutsa – Toivakka – Jyväskylä – (Laukaa) – Äänekoski – Viitasaari – Pihtipudas – Pyhäjärvi – Kärsämäki – Siikalatva – (Liminka) – Tyrnävä – Liminka (erneut) – Kempele – Oulu – Haukipudas – Ii – Simo – Kemi – Keminmaa – Tervola – Rovaniemi – Sodankylä – Inari – Utsjoki.

## Geschichte
Bei ihrer Festlegung 1938 verlief sie ab Ivalo nach Petsamo. Dieser Ort liegt an der Barentssee und wurde im Zweiten Weltkrieg von der Sowjetunion erobert. Heute sind die ersten Kilometer des Abschnittes Teil der 91, danach führt die Straße als 969 bis zur heutigen Grenze. Eine Grenzquerung ist dort nicht möglich.